# 中海號戰車登陸艦
中海號戰車登陸艦（編號：LST-201），是一艘美國二型LST-542級戰車登陸艦，1944年8月3日編入美國海軍服役，1946年移交中華民國海軍後命名為「中海」號，經過重新分級，成為中海級戰車登陸艦的首艦。
八二三砲戰期間，中海艦於1958年8月24日在金門外海遭中国人民解放军海军魚雷快艇圍攻而被魚雷擊中，但其擊沉一艘解放军海军魚雷快艇。它是海戰時中華民國海軍服役最久的艦艇，更是中華民國海軍現存唯一曾在海戰中擊沉敵艦的功勳艦。
退役後，文化部文化資產局於2020年7月召開的古物審查議會議決議將中華民國海軍的「中海軍艦及相關文物」指定為重要古物。2021年8月由國防部海軍司令部宣布點交給台南市政府，規劃落腳於安平區1661臺灣船園區，惟目前無處收留。

## 設計
英國海軍部根據1940年英國從敦克爾克大撤退的經驗，提出同盟國需要能遠洋航行的大型艦艇，在歐洲大陸的兩棲作戰中運送戰車等車輛靠岸。1941年8月，美國總統羅斯福和英國首相邱吉爾在阿真舍海軍基地舉行會議，同意了海軍部的觀點。1941年11月，海軍部的代表團抵達美國，與美國海軍艦船局合作開發，決定由艦船局負責設計艦艇。艦船局的初步設計處長約翰·尼德米爾幾天內設計了戰車登陸艦的草圖。英國海軍部於1941年11月5日收到草圖，立即同意，並要求美國根據租借法案為皇家海軍建造200艘戰車登陸艦。草圖經過修改後做成比例模型，於1942年1月在華盛頓特區的泰勒船模試驗槽開始測試。第一批登陸艦於1942年6月10日動工，同年10月下水。:569-571
該設計採用新的壓載系統，在遠洋航行時汲水壓艙，增加艦身吃水，以保持航行穩定；在登陸時放水減少艦身吃水，以靠近灘頭。它可以載重2,100長噸（2,134公噸），艦艏有兩扇寬14英尺（4.3米）的門向外打開，方便卸貨。下甲板是坦克甲板，可以裝載20輛謝爾曼坦克。較輕的車輛裝載於上層甲板。
英美將該設計稱為「盟軍二型戰車登陸艦」，由美國製造；英國設計的稱為一型和三型戰車登陸艦，由大英國協製造:827–828。美國在二戰期間建造了約1,052艘二型戰車登陸艦，設計大致相同，分成三級：LST-1級、LST-491級和LST-542級。本艦屬於LST-542級，由於本級的首艦LST-542後來命名為奇蘭郡號，所以本級有時稱為奇蘭郡級，鄧志忠稱為LST-542郡級。此級比前級（LST-491級）火力強，並加裝了蒸餾水設備。這些設計變更使此級遠洋航行時載重降為1,900長噸（1,930公噸）。

## 建造
本艦由美國橋樑公司於1944年5月20日在賓夕法尼亞州安布里奇市動工；1944年7月11日下水，由L. W. Day夫人主持擲瓶儀式，舷號755。二戰期間的戰車登陸艦都只有舷號而無艦名，1955年7月1日起美國海軍人事處才開始用美國的郡名當二型艦艦名，而當時本艦已經移交給中華民國。:571

## 艦歷

### 美國海軍
本艦進行整修後於7月26日出航。沿俄亥俄河、密西西比河而下，於1944年8月3日抵達紐奧良，正式加入美國海軍服役。8月11日抵達佛羅里達州聖安德魯斯灣，霍雷蕭·李道特（Horatio Ridout）中校出任戰車登陸艦64群指揮官，以此艦為旗艦。此艦於8月24日完成試航。:6
第二次世界大戰期間，本艦被分配到亞太戰區，9月11日到達巴拿馬運河，之後進入太平洋，9月25日跨越赤道進入北半球。10月16日到達萬那杜的主島聖靈島後停留三日，之後前往阿得米拉提群島的主島馬努斯島，於10月27日抵港卸貨。之後前往紐幾內亞島的荷蘭迪亞，於11月10日抵達，進行兩棲作戰訓練。1944年12月首次接到作戰任務，在芬什港加入護航艦隊，1945年1月3日隨隊出航，10日遭到日機攻擊，13日安抵菲律賓呂宋的仁牙因灣。:6-7

#### 菲律賓戰役
本艦從1945年元旦到二戰結束都在菲律賓到巴布亞紐幾內亞之間活動:7-8。本艦於1945年1月13-18日參加了菲律賓的仁牙因灣登陸戰（戰役已於1月9日開始）。霍雷蕭·李道特中校將戰車登陸艦64群的旗艦於1月28日移到LST-932號（本艦入塢修理到2月3日，之後作為防空訓練艦到3月中旬），於3月25日移回本艦。本艦於1945年4月17-23日參加了棉蘭老島登陸戰。本艦因此獲頒兩枚亞太戰役獎章。它在第二次世界大戰期間贏得了兩枚戰鬥星章。:7

#### 二戰後遠東服役
二戰後本艦在遠東擔任佔領任務，在中國服役直到1946年5月下旬。
本艦在雷伊泰島時聽到日本投降，然後奉命前往沖繩，9月10日抵達。9月16日送美國陸軍第24軍一部前往仁川，於10月2日回到沖繩。1945年11月19日，本艦首度抵達中國，停靠青島。1946年1月3日，霍雷蕭·李道特上校將旗艦改為赫恩登號驅逐艦。1月9日到2月，本艦將日軍戰俘從上海遣送回日本佐世保，每趟運送超過千人。:9-10
本艦因1945年9月至1946年5月29日的服役獲得海軍佔領服役獎章「亞洲」橫扣與中國服役獎章「延長」橫扣。
1946年5月29日，本艦從美國海軍退役，在青島移交給中華民國海軍，1948年3月12日從美國海軍除籍。

#### 獎章勳表及飾帶
等級高低是從上至下，從左至右：
|  | |                           |
|  | Bronze star · Bronze star · Width-44 yellow ribbon with central width-4 Old Glory blue-white-scarlet stripe. At distance 6 from the edges are width-6 white-scarlet-white stripes. |                           |
|  | | Bronze star · Bronze star |

| 中國服役獎章 「延長」橫扣     |                           |                             |
| 美國戰役獎章                  | 亞太戰役獎章 兩枚戰鬥星章 | 第二次世界大戰勝利獎章      |
| 海軍佔領服役獎章 「亞洲」橫扣 | 菲律賓總統部隊嘉許獎      | 菲律賓解放獎章 兩枚戰鬥星章 |

#### 歷任艦長
| 任期開始       | 任期結束       | 艦長姓名      | 軍階               |
| -------------- | -------------- | ------------- | ------------------ |
| 1944年7月26日  | 1945年4月18日  | 海曼·哈里斯   | 美國海軍後備役上尉 |
| 1945年4月18日  | 1945年12月19日 | 威廉·L·約翰遜 | 美國海軍後備役上尉 |
| 1945年12月19日 | 1946年5月1日   | 安德魯·古納   | 美國海軍後備役中尉 |

### 中華民國海軍
美國第79屆國會於1946年7月16日通過援華海軍法案《第512號法案》，並獲得杜魯門總統批准，允許總統可直接贈予中華民國最多271艘軍艦，中海號是中華民國依該法案接受之第一批登陸艦艇，於青島碼頭移交。

#### 隸屬部隊
1946年7月，中華民國海軍成立「海軍運輸艦隊」，駐地上海，轄有本艦等12艘美國援華艦艇。1947年7月，成立「海防第二艦隊」，駐地上海，負責黃海與東海區域防務，旋重組所轄15艘美國援華艦艇為3個分隊，本艦等4艘中海級隸屬第一分隊。1949年1月，「海軍運輸艦隊」改編成「海軍登陸艦隊」，轄有大小29艘美國援華登陸艦艇，中海級隸屬第七隊，本艦等4艘為其下第十分隊。1949年5月1日，登陸艦隊改駐台灣左營，轄有本艦等23艘艦艇。:91,951961年，登陸艦隊更名海軍登陸第一艦隊。1966年4月，更名海軍登陸第一艦隊部。1985年10月1日，更名為海軍一五一艦隊，隸屬兩棲部隊。1991年7月1日，兩棲部隊裁撤，更名兩棲艦隊。2001年3月28日，更名為海軍一五一艦隊。

#### 協助收復南海諸島主權
本艦曾參與中華民國收復在南海諸島的主權。1939年，日軍從法軍手中奪取東沙、西沙、南沙群島的控制權。二戰後，佔領西沙、南沙群島的日軍向國軍投降。本艦於1948年3月從上海出發，經高雄、廣州、榆林港，先送南沙群島管理處主任彭運生少校與屬下到太平島，成為中華民國海軍駐太平島首任指揮官，再送西沙群島管理處主任張君然上尉與屬下到永興島。本艦於1947年初及1949-1951年間曾運送補給品到東沙。

#### 第二次國共內戰
第二次國共內戰期間，本艦於1948年參加了舟山群島圍剿戰役、遼西會戰中錦州解圍戰的塔山戰役，遼西會戰國軍西進兵團遭林彪擊潰後，本艦掩護營口五十二軍撤退。

#### 萬山群島戰役
萬山群島戰役期間，本艦於1950年5月25日在垃圾尾遭28噸的「解放」號炮艇擊中數發起火，本艦與太和號護航驅逐艦還擊，擊斃解放軍火力船队副队长林文虎，林文虎被中南軍區追認為「海軍戰鬥英雄」，解放號19名艇員有16名傷亡。

#### 一江山島戰役
1955年1月一江山島戰役前，中海艦從基隆送指揮戰役的王生明上校到一江山，中途停在大陳島時，10日遭解放軍米格-15戰鬥機兩枚炸彈擊中，但這兩枚炸彈都直接穿透主甲板，掉在戰車艙內所運載的煤堆裡，沒有爆炸。

#### 824海戰

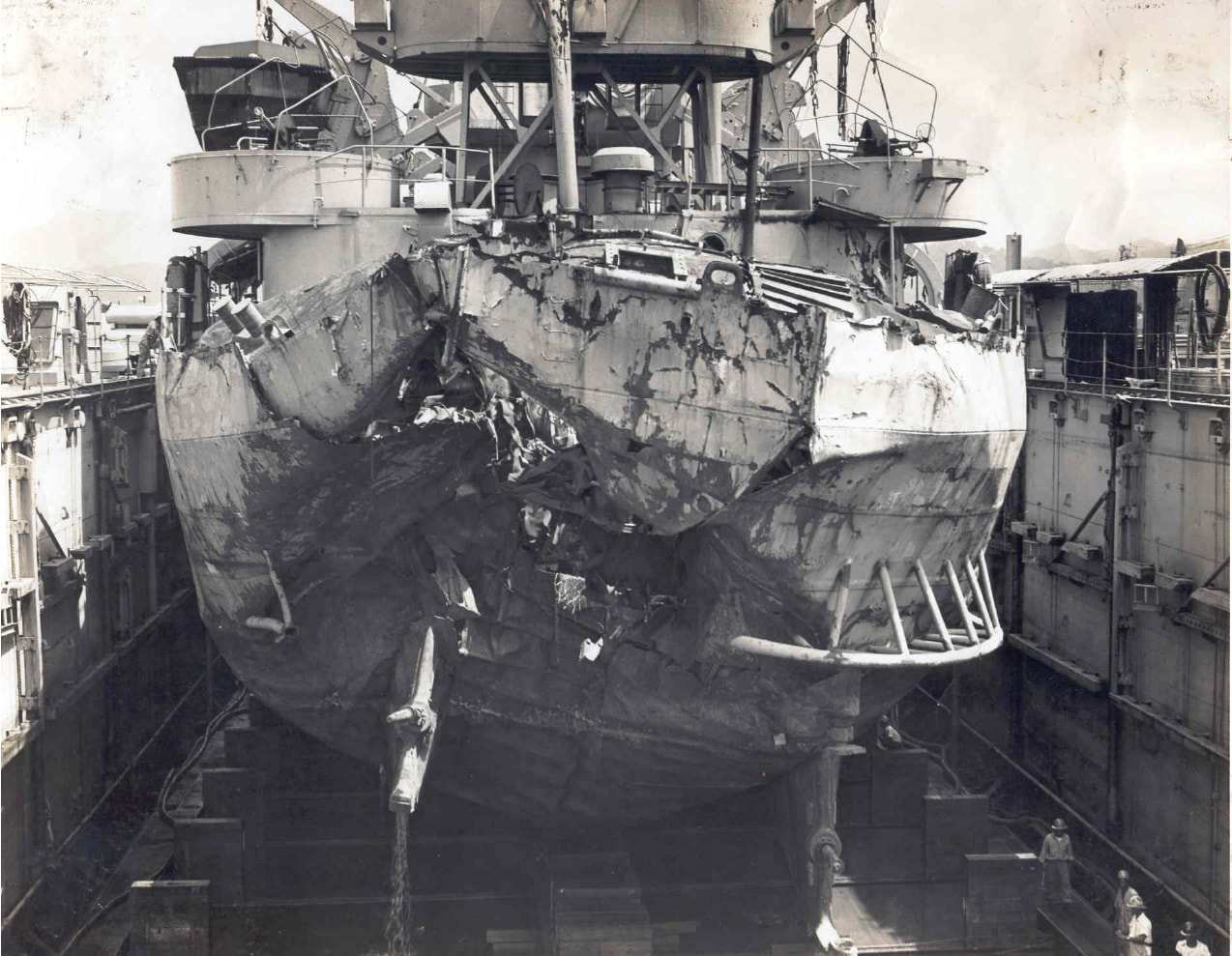
海戰受損的中海號艦艉

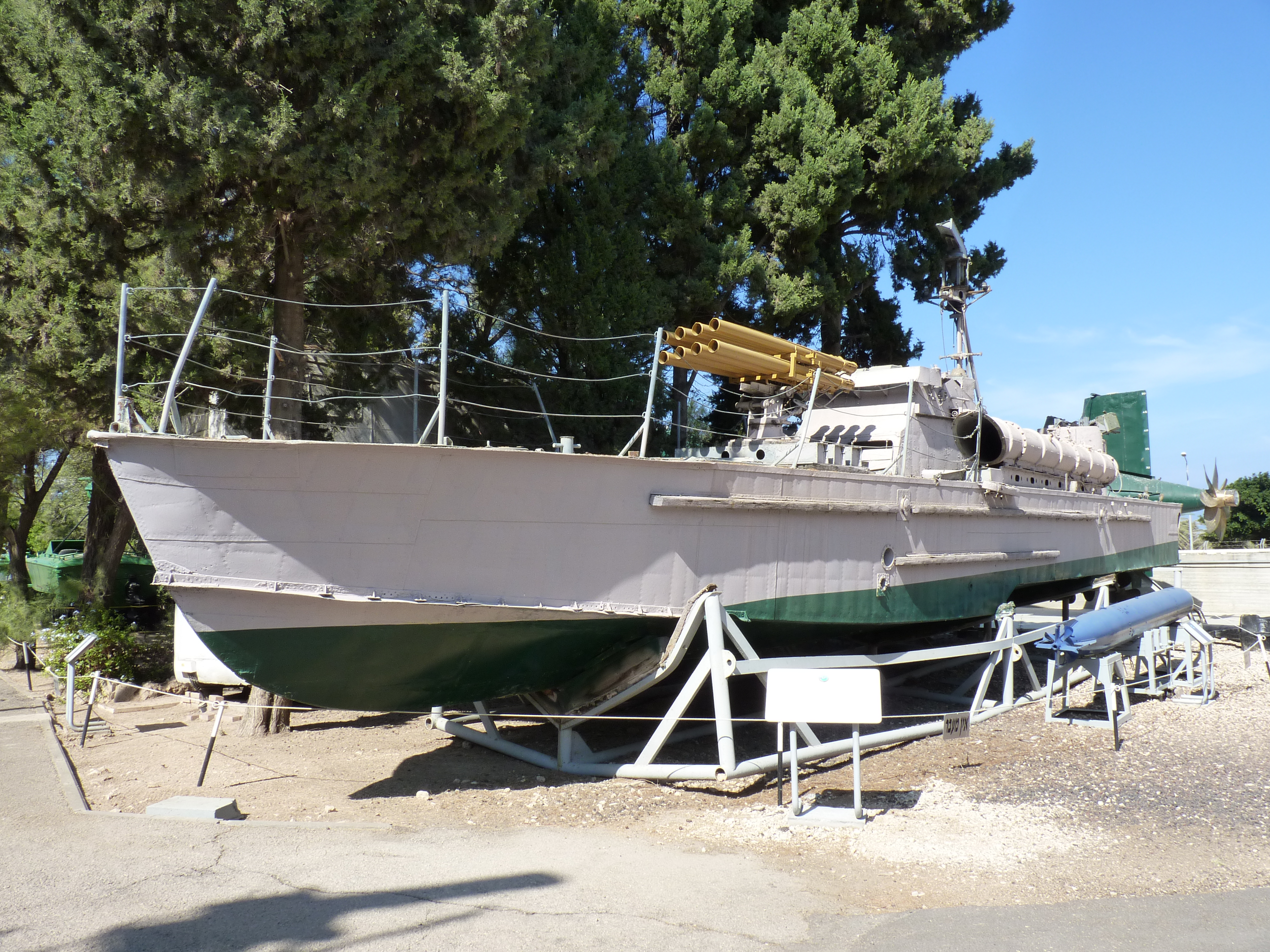
與解放軍被擊沉的175艇同級的P-4型鱼雷快艇，艇上裝備雷達

1958年8月4日，解放軍魚雷六支隊第一大隊9艘魚雷快艇進駐廈門前線，發生了824海戰。18時30分，解放軍先以海岸砲兵轟擊料羅灣，正在卸載的本艦當即被兩發130公釐砲彈命中，遂掉頭撤退。“台生”等艦隻也撤離岸砲射程，至外海徘徊。19時10分，解放軍6艘魚雷快艇出擊，接近到15鏈（300）時，國軍發現是解放軍而開火，同時緊急規避。20時25分，解放軍第二中隊105、178、180艇攻擊中海艦，180、105號艇朝中海號發射四枚魚雷，其中一枚命中，將中海艦的艦艉炸出一個約10公尺見方的大洞，電機與雷達失效，8人當場陣亡、12人受傷，不過中海艦仍一面右轉、一面全力射擊。距離500公尺時，解放軍第一中隊184、175艇齊射，103艇單獨發射，“台生”號中彈爆炸，五分鐘後沈沒。解放軍魚雷艇撤退途中，175號艇在月光下釋放煙霧反而暴露行蹤，遭國軍巡邏艦湘江號（PC-103）、美頌號（LSM-347）中型登陸艦與中海號的砲火集中射擊，命中11彈而沈沒。解放軍被擊沈的一艘魚雷艇上有三人被俘送到台灣。國軍戰史稱中海艦此役擊沈敵艇2艘、重傷1艘。國軍一共擊沈敵魚雷快艇8艘。但台灣的中央社等報導已採用本艦擊沈敵艇1艘的說法。解放軍則承認魚雷快艇175艇被擊沈。:240

#### 824海戰後
824海戰後，本艦被拖到菲律賓蘇比克灣的美國海軍基地進行修理，將艦艏換新，維修總費用為500,000美元。中華民國海軍的“中新計畫”將所有中海級都換成新的德國引擎，並擴建艦橋。本艦在中華民國海軍服役期間航行了75,126小時，556,728海里（1,031,060）。

## 影視形象
電影《風中家族》曾向國防部商借中海艦四個小時拍攝場景。

## 戰車登陸艦博物館
2018年文化資產會議提議，把中海艦改當軍艦博物館。
參酌他國先例，有三艘戰車登陸艦曾被當成博物館展出：
1. LST-1級的USS LST-325（英语：USS LST-325）的母港是美國印第安納州埃文斯維爾，2019冠状病毒病疫情期間繼續對外開放。[71]
2. LST-1級的USS LST-393（英语：USS LST-393）的母港是美國密西根州馬斯基根，2019冠状病毒病疫情期間繼續對外開放。[72]
3. 與中海艦同級的USS LST-1008曾參加諾曼第登陸戰，移交中華民國海軍後被解放軍俘獲，改名「大別山」號，舷號改為926。[73]它於21世紀曾在中國山東省青島市的中國海軍博物館展出。[74]

美國公益團體原計劃修復泰勒博恩堂區級的沃什特瑙郡號 (LST-1166)後展出，但因偷竊破壞嚴重，修復計畫被無限期擱置。該艦文物於2011年起開始陳列於密西根州沃什特瑙郡，該艦模型也正在製作中。

## 同級艦照片
- 同廠艦準備擲瓶儀式的禮台
- 命名者在禮台上手持擲瓶用的香檳
- 擲瓶命名LST-662（英语：USS LST-662）
- LST-662側面下水掀起波浪
- 同級首艦奇蘭郡號（英语：USS Chelan County (LST-542)）
- 杜瓦爾郡號（英语：USS Duval County (LST-758)）
- 傑佛遜郡號（英语：USS Jefferson County (LST-845)）接上浮橋
- DUKW從LST-543的艦艏離去

## 腳註
1. ↑  作為比較，LST-1級的廠價（不含設施、行政等成本）在82.7-106.6萬美元之間[8]，造價平均140萬美元[7]。更大的LST-1179級皮奧里亞號於1998年以265萬美元賣給巴西。[9]
2. ↑  Navsource作1,625 LT（1,651 t），與前級LST-491相同[10][12]
3. ↑  按《美國海軍軍艦辭典》分級[18]:616，LST-542-class譯為「LST-542級」。
4. ↑  美國1946年5月至1947年4月間軍援同級10艘，命名為中海、中權、中鼎、中興、中建、中業、中訓、中基、中程、中練。[3]:104國府來台後，海軍從招商局接收的「中108」及「萬有」分別命名為「中業」、「中權」，並以「萬國」取代擱淺的原「中訓」。美國1954年至1962年間軍援13艘，命名為中光、中肇、中啟、中熙、中富、中程、中強、中肅、中萬、中邦、中治、中明、中業。[19]
5. ↑  或[24]，可以譯成「盟軍二型戰車登陸艦」或「二型戰車登陸艦」。
6. ↑  
二型戰車登陸艦完工數字有1,051與1,052艘兩種說法，差別緣於取消的訂單數不同。Coakley引用參謀長聯席會議紀錄說取消100艘合約。[25]:18美國海軍部出版的《美國海軍軍艦辭典·第七冊·附錄 戰車登陸艦》中包含了互相矛盾的資料。該附錄說二戰期間訂購（對應舷號）1,152艘，取消101艘合約，1,051艘完工。[18]:571但是在附錄中列舉舷號1-1152資料，其中取消合約的舷號合計100艘[26][27]:4，照此計算應該完工1,052艘，附錄也收錄了1,152艘中1,052艘的服役紀錄[18]:572-724[5]。此後官方數字使用1,051艘[28][29]，有些來源說1,052艘[5][30][31]。
7. ↑  除此三級，《美國海軍軍艦辭典》第5、6冊還出現LST-511級，但同一艘艦在第7冊附錄就不再說是LST-511級。例如Nansemond County (LST-1064)[32][33][34]與Sedgwick County (LST-1123)[35][36][37]。USS Sedgwick County在美國海軍船籍還是列為LST-542級[38]。Rottman解釋LST-511級是對LST-491級的優化，車輛可以從露天甲板開到艦艏登陸艙[27]:10。分成三級見[27]:9-10[39][38]
8. ↑  二型戰車登陸艦原本只有舷號而無艦名，1955年7月1日起美國海軍人事處開始採用美國的郡名為二型艦名[18]:571[45]，但美軍並不簡稱二型或LST-542級為「郡級」。中華民國政府則譯為「郡級戰車登陸艦」[6][46][43]。新加坡海軍稱為"County-class"（郡級）[47]。
9. ↑  海戰時間以金門夏令時間為準。當時大陸不使用夏令時間，所以與金門夏令時間有一小時差距。

## 外部連結
- 視頻
  - YouTube上的中華民國海軍LST中字號戰車登陸艦剪輯
  - 姊妹艦可可尼諾郡號 (LST-603)（英语：USS Coconino County (LST-603)）YouTube上的紀錄片
  - 姊妹艦LST-750YouTube上的紀錄片
  - 二戰時美國海軍戰車登陸艦訓練片：YouTube上的簡介、YouTube上的搶灘

- 照片
  - 中海艦相關照片@中華民國海軍、NavSource（页面存档备份，存于）
  - 二型戰車登陸艦照片集錦@NavSource（页面存档备份，存于）、USS LST Ship Memorial
  - 二型戰車登陸艦1/120模型。SD Model Makers

- 網頁
  - LST-755二戰期間行動報告。國家檔案和記錄管理局
  - 姊妹艦藍圖：LST-938（页面存档备份，存于）、LST-1150、LST-650/ARL-18
  - 同級首艦LST-542不同時期的郵戳。1955年前只寫LST 542，之後加上Chelan County（奇蘭郡） （页面存档备份，存于）。Naval Cover Museum
  - 劉良昇：從中海艦談起（上）（页面存档备份，存于）、（下）[]